# Living Tongues Institute for Endangered Languages
El Living Tongues Institute for Endangered Languages (Institut Llengües Vives per Llengües Amenaçades LTIEL) és una organització amb base a Salem (Oregon), Estats Units que documenta científicament llengües amenaçades, i ajuda a les comunitats amb mantenir i revitalitzar el coneixement de les seves llengües natives. L'institut és dirigit per dos lingüistes Gregory D. S. Anderson i K. David Harrison.
Un dels projectes de l'institut implica la formació de joves indígenes que no són parlants nadius de les llengües tradicionals de llurs comunitats per registrar i documentar les seves llengües, per tal de millorar la documentació d'aquests idiomes i per "construir l'orgull" entre els parlants.

## Projectes
- Projectes lingüístics
  - Projecte lingüístic i etnogràfic Altai-Sayan
  - Projecte Documentació Ös/Middle Chulym
  - Projecte lingüístic Eleme/Baan
  - Projecte lingüístic Kallawaya Language Project
  - Projecte lingüístic llengües munda
- Projectes Hotspots Lingüístics
  - "Enduring Voices", un projecte conjunt de diversos anys amb la National Geographic Society posat en marxa en 2007, amb expedicions to language hotspots around the world (e.g., Bolívia, Índia Oriental, Oklahoma, Oregon, Austràlia)
- Projecte del film The Linguists
- Projectes de Diccionaris Parlats Online
  - Siletz Dee-Ni